# Bleucom éditions
Bleucom était une entreprise de presse français qui édite notamment Neuf Mois et Maman Active Magazine.

## Histoire de l'entreprise
L'entreprise d'édition a été créée en 1998 par Jean-Pierre Manguian (polytechnicien et entrepreneur). En 2004, le groupe éditait les revues Neuf mois et Maman. Cette année-là, Bleucom reprend les titres gratuits 123 Baby et Bientôt maman de Media Family.     
Au cours des années 2000, Bleucom a suivi une stratégie de diversification thématique dans le secteur des magazines.    
Ainsi en 2011 Bleucom éditait Neuf Mois, Maman Active Magazine, Phone Test, Zango (magazine pour routards à partir de 2005), 123 Baby, Psycho & Sexo.    
Au fil des années et avec l'essor des médias digitaux le Groupe s'est spécialisé dans les magazines liés à la famille.   
En 2017, elle est placée en liquidation judiciaire

## Titres édités
À la date du 31/12/2015, les titres édités par Bleucom éditions sont :
- Neuf Mois Magazine : Magazine bimestriel distribué en kiosque. Rédactrice en chef de 1999 à 2005 Christine Cointe, puis de 2005 à 2016. Mireille Legait.
- Maman! Magazine Magazine bimestriel distribué en kiosque. Titre arrêté.